# Opsiphanes luteipennis
Opsiphanes luteipennis är en fjärilsart som beskrevs av Butler 1875. Opsiphanes luteipennis ingår i släktet Opsiphanes och familjen praktfjärilar. Inga underarter finns listade i Catalogue of Life.